# 컨텍스트 (컴퓨팅)
컴퓨터 과학에서 작업 컨텍스트(context)는 작업을 중단하고 나중에 동일한 지점에서 계속할 수 있도록 저장해야 하는 작업(프로세스, 스레드 또는 파이버일 수 있음)에서 사용하는 최소 데이터 세트이다. 컨텍스트의 개념은 인터럽트 가능한 작업의 경우에 중요하며, 인터럽트가 발생하면 프로세서는 컨텍스트를 저장하고 인터럽트 서비스 루틴을 계속 제공한다. 따라서 컨텍스트가 작을수록 대기 시간도 작아진다.
컨텍스트 데이터는 프로세서 레지스터, 작업에 사용되는 메모리 또는 일부 운영체제에서 작업을 관리하는 데 사용되는 제어 레지스터에 위치할 수 있다.
저장 메모리(작업에 사용되는 파일)는 컨텍스트 전환의 경우 "작업 컨텍스트"와 관련이 없다. 비록 이것이 일부 용도(체크포인트)를 위해 저장될 수 있더라도 마찬가지이다.
컨텍스트는 프로그램의 상태가 해당 구성 요소 간에 전송될 수 있도록 하는 메커니즘으로 볼 수도 있다.